# 미미노 쿠루미
미미노 쿠루미(일본어: 美々野 くるみ, 한국명: 우유미)는 토에이 애니메이션의 프리큐어 시리즈 《Yes! 프리큐어5 GoGo!》에 등장하는 가공의 인물이다. 애니메이션에서 목소리를 연기한 성우는 일본판은 센다이 에리, 한국판은 김성연이다.

## 개요
GoGo!부터 첫 등장. 밀키 로즈로 변신한다. "스카이로즈 트랜스레이트!"라고 외치며 변신한다.

## 인물소개
생크 뤼미에르 학원 중등부 유메하라 노조미의 반으로 전학 온 신비의 2학년. 프리큐어들이 위기에 처하면 바람에 휘날리는 파란 장미 꽃잎과 함께 나타나 프리큐어를 구해주는 신비한 전사로 등장. 사실 그 정체는 파르미에 왕국의 뒷바라지 견습생 요정 밀크가 푸른 장미의 힘으로 변신할 수 있게 된 인간 모습이며 파르미에 왕국에 떨어진 파란 장미의 씨앗을 주워서 기르는 도중 푸른 장미의 힘을 이어받게 되어 변신하게 되었다.
코코, 너츠와 마찬가지로 인간으로 변신한 이후에는 요정 때 말끝에 붙이던 특유의 말버릇은 붙이지않으며, 목소리도 어른스럽게 변한다. 또한 적의 공격을 받으면 곧바로 원래 모습으로 돌아가는 코코와 너츠와 달리, 어느 정도 내구력을 갖고 있는 듯하며, 자신의 의지로 원래 모습으로 돌아가는 것도 가능하다. 다만 변신과 동시 막대한 힘이 소모되기 때문에 변신 후 얼마 지나지 않아 밀크로 다시 되돌아오게 된다.
다재다능하고 도도한 성격으로 노조미 일행 다섯 명의 특기 분야에서도 각자에 필적할 정도의 재능을 보이는 엄친딸이지만, 농구 경기할 때 자기 골대에 골을 넣는 등 약간 얼빠진 면도 보였지만 처음에는 정체를 숨기고 '신비로운 수수께끼 히로인 전학생'으로서 기품있고 도도한 표정을 보여주는데, 어디까지나 밀크 본인의 근사해보이기 위한 연기였고 물밑에서는 여러 가지 획책하고 있었다. 하지만 타고난 성격은 어쩔수없는지 조금씩 본성이 드러나면서 노조미와 우라라 이외에게는 의심받게 만들고 너츠에게는 단번에 간파당했다. 그리고 변신을 더 이상 유지할 수 없게 되었을 때, 노조미가 붙잡는 바람에 미처 도망치지 못한 상태에서 변신이 풀려 정체가 폭로되어 버리지만 이후에는 먼저 정체를 파악하고 있었던 너츠의 추천으로 너츠 하우스에서 살게 되었다.
제멋대로에 독단 행동이 심했던 밀크 때와 달리 비교적 어른스러워지고, 상식적이고 깔끔한 면이 있어 때때로 나츠키 린과 함께 츳코미를 담당하기도 한다.

## 밀키 로즈
"푸른 장미는 비밀의 상징, 밀키 로즈!" (일본어: 青いバラは秘密のしるし、ミルキィローズ!) 바탕색은 보라색이다.
필살기
- 밀키 로즈 블리자드[3]
- 밀키 로즈 메탈 블리자드